# Protammodytes
Protammodytes es un género de peces actinopeterigios marinos, distribuidos por aguas del oeste del océano Atlántico, oeste del océano Pacífico y oeste del océano Índico.

## Especies
Existen tres especies reconocidas en este género:
- Protammodytes brachistos Ida, Sirimontaporn y Monkolprasit, 1994
- Protammodytes sarisa (Robins y Böhlke, 1970)
- Protammodytes ventrolineatus Randall y Ida, 2014